# Balisong

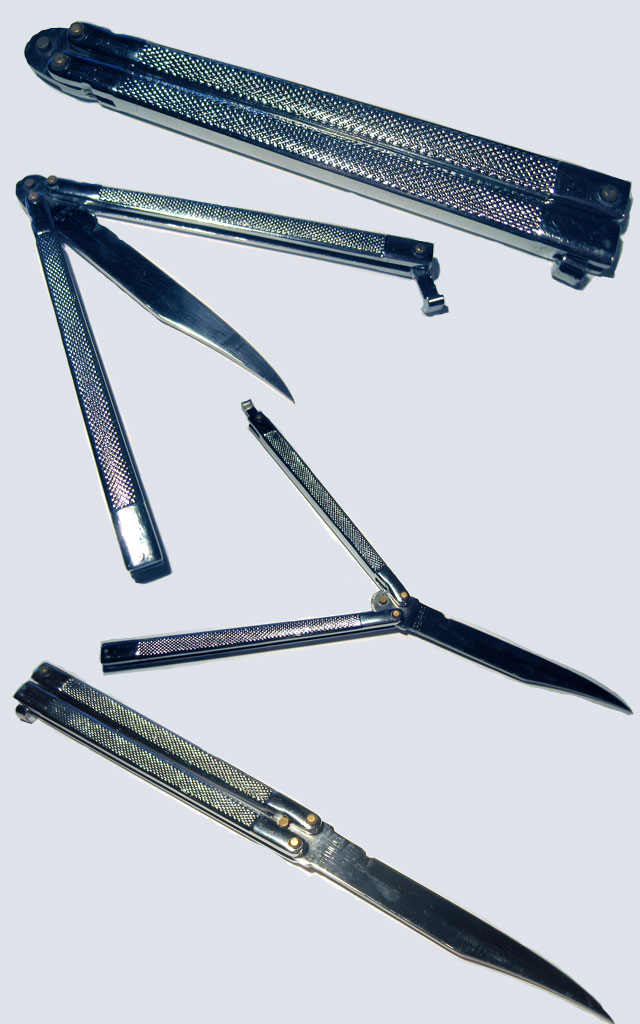
Coltelli a farfalla in diverse posizioni di apertura

Il balisong (detto anche coltello a farfalla o in lingua inglese butterfly knife) è un coltello di origine filippina, così detto per la particolarità del manico, che viene aperto in due parti longitudinalmente, per scoprire la lama. Oltre ai soliti attacchi eseguibili con qualsiasi lama, in filippino escrima, è possibile utilizzare il coltello chiuso come un kubotan.

## Curiosità
- Il balisong potrebbe derivare da un coltello di origine franco-genovese[1].
- Il balisong è una delle armi tradizionali del kali, un'arte marziale filippina.
- Balisong è anche il nome di un gruppo di criminali filippini presenti nel romanzo Gioco Perverso di Massimo Lugli, lo stesso coltello è usato da un membro della gang.
- Il coltello balisong compare in svariati film in cui molto spesso i proprietari sono dei gangsters oppure villan,quindi un eroe non usa mai questo tipo di coltello